# Transatlantique (film, 1931)
Pour les articles homonymes, voir Transatlantique.
Pour plus de détails, voir Fiche technique et Distribution.
Transatlantique (titre original : Transatlantic) est un film américain réalisé par William K. Howard, sorti en 1931. 
Gordon Wiles gagna l'Oscar des meilleurs décors pour ce film.

## Fiche technique
- Titre original : Transatlantic
- Titre français : Transatlantique
- Réalisation : William K. Howard
- Scénario : Guy Bolton et Lynn Starling
- Décors : Gordon Wiles
- Photographie : James Wong Howe
- Société de production : 20th Century Fox
- Pays d'origine :  États-Unis
- Format : Noir et blanc - 1,37:1 - Mono
- Genre : Comédie dramatique
- Date de sortie : 1931

## Distribution
- Edmund Lowe : Monty Greer
- Lois Moran : Judy Kramer
- John Halliday : Henry D. Graham
- Greta Nissen : Sigrid Carline
- Myrna Loy : Kay Graham
- Jean Hersholt : Rudolph
- Earle Foxe : Handsome
- Billy Bevan : Hodgkins